# Copernicus (Erdbeobachtungsprogramm)

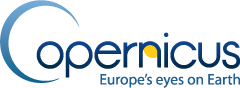
Copernicus-Logo

Copernicus, zuvor Global Monitoring for Environment and Security (GMES, deutsch Globale Umwelt- und Sicherheitsüberwachung) genannt, ist ein im Jahr 1998 gemeinsam von der Europäischen Kommission (EK) und der Europäischen Weltraumorganisation (ESA) gegründetes Erdbeobachtungsprogramm.
Copernicus stellt eine Infrastruktur für Erdbeobachtung und Dienstleistungen der Geoinformation bereit. Auf der Grundlage von Erdbeobachtungs- und Informationstechnologien wurde durch Copernicus ein unabhängiges europäisches Beobachtungssystem geschaffen, das seit 2014 in Betrieb ist. Es liefert aktuelle Informationen für umwelt- und sicherheitsrelevante Fragestellungen. Koordiniert wird das Programm vom Copernicus-Komitee; für Deutschland sitzen darin das Bundesministerium für Digitales und Verkehr (BMDV) und das Deutsche Zentrum für Luft- und Raumfahrt (DLR), für Österreich das Bundesministerium für Verkehr, Innovation und Technologie (BMVIT), das Bundesministerium für Digitalisierung und Wirtschaftsstandort (BMWFW) und die Zentralanstalt für Meteorologie und Geodynamik (ZAMG).

## Dienste
Die Copernicus-Dienste sind der Kern von Copernicus. Im Rahmen der Dienste werden Informationen in sechs verschiedenen Themenbereichen kostenfrei für jedermann zur Verfügung gestellt. Diese Informationen können zudem für verschiedene Anwendungen weiterverarbeitet werden.
Diese sechs Copernicus-Dienste sind
- Landüberwachung: Landbedeckung, Vegetationsparameter, Bodenfeuchte, Oberflächentemperatur, Wasserqualität der Binnengewässer, Schnee- und Eisbedeckung, Geländehöhe, Bodenbewegung;
- Überwachung der Meeresumwelt: Meeres-Oberflächentemperatur, Salzgehalt, Sauerstoff- und Nährstoffgehalt, Plankton, Trübung, Strömung, Wellenhöhe, Wind;
- Überwachung der Atmosphäre (Copernicus Atmosphere Monitoring Service): Luftqualität (chemische Spezies, Aerosole, Treibhausgas-Konzentration), UV-Index-Vorhersage, Emissionen (z. B. Schiffsverkehr, Waldbrände);
- Überwachung des Klimawandels: Reanalysen, Klimaindikatoren;
- Katastrophen- und Krisenmanagement: Hochwasserkartierung und -vorhersage, Waldbrand- und Dürreinformation, Referenz- und Schadenskarten in Katastrophengebieten, Risikoanalysen;
- Sicherheit: Aktivitäten an den EU-Außengrenzen, Schiffsdetektionen und Kartieren von Ölverschmutzungen.

Grundlage dieser Dienste sind die von Erdbeobachtungssatelliten gelieferten Daten sowie Daten von Flugzeugen sowie boden- oder seegestützten Beobachtungsinfrastrukturen. Das Herzstück der Satelliten-Komponente sind die für Copernicus gebauten Sentinel-Satelliten; hinzu kommen Daten weiterer nationaler und kommerzieller beitragender Missionen. Der Copernicus-Betrieb begann nach dem Start des ersten Sentinel-Satelliten 2014.
Die Organisation Global Earth Observation System of Systems bezeichnete das Copernicus-System als wichtigsten europäischen Beitrag zum Globalen Überwachungssystem für Erdbeobachtungssysteme.
In der EU-Verordnung zur Einrichtung des Copernicus-Programms war ein Budget von 4,3 Mrd. € bis 2020 vorgesehen. Der EU-Haushalt für die Jahre 2021–2027 stellt weitere 4,8 Mrd. € bereit.

### Landüberwachung
Der Landüberwachungsdienst beschäftigt sich mit den klassischen Feldern der Fernerkundung und liefert Daten über die Landbedeckung und damit Landnutzung, die Vegetation, Wasser- und Energieflüsse und die Kryosphäre. Räumlich wird in drei Skalen gegliedert: global, pan-europäisch und lokal. Auch werden ergänzend sogenannte Referenzdaten angeboten, wie Bildmosaiken, punktuelle Landbedeckungsaufnahmen (LUCAS) und Geländemodelle.
Für die Landüberwachung werden hauptsächlich die Sentinel-2-Satelliten mit ihren multispektralen optischen Sensoren genutzt. In der Bundesrepublik nutzen unter anderem das Bundesamt für Kartographie und Geodäsie und das Umweltbundesamt als staatliche Behörden den Landüberwachungsdienst.

### Überwachung der Phänomene des Klimawandels
Die Daten des Copernicus Climate Change Service (kurz C3S) werden aus einer Kombination von Satellitenbeobachtungen, meteorologischen In-situ-Messungen und Modellrechnungen produziert, insbesondere auf Basis von Reanalyse-Verfahren. Veröffentlicht werden grundlegenden Klimaindikatoren für den europäischen Raum wie zum Beispiel Temperaturanstieg, Meeresspiegelanstieg, Eisschildschmelze, Ozeanerwärmung und Klimaindizes, basierend auf Temperatur-, Niederschlags-, Dürreereignis-Aufzeichnungen etc. Der C3S veröffentlicht jährlich im Frühjahr einen Bericht über den Zustand des europäischen Klimas (European State of the Climate, kurz ESOTC), 2024 (für das Jahr 2023) erstmals gemeinsam mit der Weltorganisation für Meteorologie.

### Sicherheit
Der Copernicus-Dienst für Sicherheitsanwendungen dient der Überwachung von EU-Außengrenzen, „Ressourcen“ (?) und kritischer Infrastruktur. Auch soll damit die Einhaltung internationaler Abkommen und Sanktionen überwacht werden. Die teilnehmenden Staaten unterhalten weiterhin eigene militärische Spionagesysteme. Copernicus liefert Fernerkundungsdaten an die Europäische Grenzschutzagentur (Frontex), die Europäische Agentur für die Sicherheit des Seeverkehrs (EMSA) und das Satellitenzentrum der Europäischen Union (EUSC).

## Zugang zu Daten und Nutzer
Zu den Nutzern von Copernicus gehören unter anderem politische Entscheidungsgremien. Diese Gremien können Copernicus-Dienste und -Daten zur Entscheidungsfindung zu Umweltbelangen (inklusive Klimawandel) sowohl auf nationaler als auch europäischer Ebene nutzen und die Umsetzung der dazugehörigen Gesetze beobachten. Auch Bürger (Forscher, Spekulanten/Investoren, …) und Initiativen (Unternehmen, Banken, Militär, …) können Copernicus-Informationsdienste mitfinanzieren und -nutzen. Die Daten des europäischen Copernicus Erdbeobachtungsprogramms stehen offen und frei jedermann zur Verfügung. Dies wurde 2013 im Rahmen der delegierten Verordnung Nr. 1159/2013 des Europäischen Parlaments und des Rates festgelegt. In Deutschland ist das gemeinsame Melde- und Lagezentrum (GMLZ) im Bundesamt für Bevölkerungsschutz und Katastrophenhilfe (BBK) die einzige autorisierte Stelle, um Produkte des Copernicus Emergency Management Service (EMS) anzufordern. Das GMLZ klärt hierbei Möglichkeiten und Grenzen für Produktanfragen, bündelt und leitet Aktivierungsanfragen an den EMS weiter.

## Die Entwicklung von Copernicus
Die European Space Agency (ESA), die Kommission und einige nationale Weltraumagenturen unterzeichneten am 19. Mai 1998 das „Baveno-Manifest“ und schufen damit die Grundlage für die Entwicklung von Copernicus. Damals stand die Initiative noch unter dem Namen „Global Monitoring for Environmental Security“. Die Initiative wurde 1999 in „Global Monitoring for Environment and Security“ umbenannt, um die Implikationen von Sicherheit als Schlüsselelement zu verdeutlichen. 2001 wurde das GMES-Konzept vom Europäischen Rat und der Europäischen Weltraumagentur genehmigt. Beim Gipfeltreffen in Göteborg forderten die Politiker, dass die Europäische Gemeinschaft zur Schaffung der für Globale Umwelt- und Sicherheitsüberwachung notwendigen Kapazitäten beiträgt. Die Kommission veröffentlichte im Februar 2004 eine Mitteilung „zur Schaffung einer Europäischen Kapazität für GMES – Aktionsplan (2004–2008)“. Des Weiteren haben die Gemeinschaft und die ESA eine Rahmenvereinbarung unterzeichnet.
Im Mai 2005 veröffentlichte die europäische Kommission die Mitteilung „GMES: Vom Konzept zur Wirklichkeit“ und legte die Prioritäten für die Einführung von GMES-Diensten für das Jahr 2008 fest. Der vorläufige Fokus lag auf den drei Fast Track Services im Landdienst, Meeresdienst und Notfalldienst. Weitere Pilotdienste sollten folgen, insbesondere Dienste im Bereich der Atmosphäre, der Sicherheit sowie des Klimawandels. Die Kommission eröffnete im Juni 2006 ein GMES-Büro mit dem Ziel, die langfristige Finanzierung von GMES zu sichern. Nach Annahme der Entschließung zur Europäischen Weltraumpolitik wurde GMES im Mai 2007 als Flaggschiff der Weltraum-Strategie anerkannt.
Die Mitteilung der Kommission mit dem Titel „GMES: für einen sichereren Planeten“, erschienen am 12. November 2008, diente als Grundlage für weitere Diskussionen bezüglich der Finanzierung, der betrieblichen Infrastruktur und des Managements von GMES. Im Mai 2009 veröffentlichte die Kommission einen Vorschlag für eine Verordnung des Europäischen Parlaments und des Rates über das Europäische Erdbeobachtungsprogramm (GMES) und seine ersten operativen Tätigkeiten (2011 bis 2013). Mit diesem Vorschlag wurde die Rechtsgrundlage für das GMES-Programm und die Finanzierung der ersten operativen Tätigkeiten von GMES (2011 bis 2013) geschaffen. GMES wurde im Dezember 2012 in Copernicus umbenannt. 2012 wurde von den ESA-Mitgliedsstaaten der dritte Teil der „GMES Space Component“ Programms beschlossen und die Copernicus Satelliten-Komponente um Sentinel-5 und Sentinel-6 (Jason-CS) erweitert.
2013 wurde durch die Delegierten-Verordnung Nr. 1159/2013 der Europäischen Kommission die Datenpolitik im Rahmen von Copernicus geregelt. Die Produkte der Copernicus-Dienste sind seitdem kostenfrei und offen für jedermann zugänglich. Im April 2014 nahm Copernicus zwei Meilensteine: Die EU-Verordnung zur Einrichtung des Programms Copernicus trat in Kraft und implementierte Copernicus somit langfristig als operationelles System. Am 3. April 2014 startete zudem der erste eigens für Copernicus gebaute Satellit „Sentinel-1A“. Am 23. Juni 2015 folgte der Start des optischen Satelliten „Sentinel-2A“.

## Satellitenmissionen

### Sentinel-Missionen
Copernicus umfasst einerseits Satellitenmissionen und andererseits den Zugang zu Daten aus bereits existierenden Missionen. Die sieben Weltraummissionen (teils eigenständige Satelliten, teils Sensoren auf anderen Satelliten), die von der ESA speziell für Copernicus entwickelt wurden, werden als „Sentinels“ bezeichnet. Diese Sentinel-Missionen beinhalten Radar- und Spektralaufnahmen für die Landbeobachtung sowie die Überwachung der Meere und Atmosphäre.
- Sentinel-1: Radar-Aufnahmen nach dem SAR-Prinzip im C-Band (Datenkontinuität ERS und Envisat).[9] Sentinel-1 stellt den Land- und Meeresdiensten Allwetterabbildungen sowie Tag- und Nachtabbildungen zur Verfügung. Der Start des ersten Satelliten der Mission Sentinel-1A erfolgte am 3. April 2014. Seit Oktober 2014 liefert Sentinel-1A Daten über die Erde.
- Sentinel-2: hochauflösende, multispektrale Aufnahmen im optischen Bereich und nahen IR (Datenkontinuität Landsat und SPOT).[10] Sentinel-2 erstellt hochauflösende Aufnahmen im optischen Bereich für die Landdienste (z. B. Bilder von Vegetation, Boden- und Wasserabdeckungen, Binnenwasserstraßen und Küstengebiete). Sentinel-2 wird zusätzlich die Notfalldienste mit Informationen unterstützen. Astrium ist der industrielle Hauptauftragnehmer für Sentinel 2 und verantwortlich für das multispektrale Instrument. Der Start des ersten Satelliten erfolgte am 23. Juni 2015, ein zweiter, identischer zur Ergänzung der Abdeckung startete im März 2017.
- Sentinel-3: Infrarot-Radiometrie (hochgenaue Temperaturmessung), Altimetrie (Höhenmessung über Radar) und multispektrale Aufnahmen mit 500 bis 1000 m Bodenauflösung. Diese Kombination von Messungen sind wichtig für Küstenüberwachungen, Vorhersagen über Strömungen und Wellengang auf den Meeren und für Umweltdaten auf dem Land.[11] Sentinel-3 liefert Aufnahmen und Messungen für die Meeres- und Landüberwachung. Sentinel-3A ist am 16. Februar 2016 gestartet, Sentinel-3B folgte am 25. April 2018.[12]
- Sentinel-4: entwickelt als Nutzlast auf einem Meteosat-Satelliten der dritten Generation, wird Daten für die Überwachung der Atmosphäre bereitstellen; Start war im Juli 2025.[13]
- Sentinel-5: stellt auch Daten für die Überwachung der Atmosphäre zur Verfügung. Sentinel-5 wird als Nutzlast auf einem EUMETSAT-Satelliten im Jahr 2020 gestartet. Der Start eines Sentinel-5 Precursor Satelliten, der ein Instrument mit ähnlichen Charakteristika wie Sentinel-5 trägt, erfolgte am 13. Oktober 2017.[14]
- Sentinel-6: ist ein Satelliten-Altimeter im polaren Orbit. Die Mission setzt die 20-jährige Messreihe des Meeresspiegels von TOPEX-Poseidon, Jason-1, Jason-2 und Jason-3 fort und wird daher auch als Jason-CS („Continuity of Service“) bezeichnet. Der Satellit wurde im November 2020 gestartet.

Das Sentinel-Programm soll durch „Expansion Missions“ erweitert werden, die Datenlücken schließen oder Datenkontinuität der ESA Earth Explorer gewährleisten sollen. Wenn nicht anders angegeben, soll der jeweils erste Satellit 2028 gestartet werden und dann zwei bis drei Jahre später durch einen weiteren Satellit ergänzt werden:
- CO2M (Sentinel-7): Soll den CO2- und NO2-Gehalt der Atmosphäre überwachen. Außerdem ist ein Instrument zur Wolkenbeobachtung vorgesehen. 2026 sollen zunächst zwei Satelliten gestartet werden mit der Option, einen dritten Satelliten hinzuzufügen.
- LSTM (Sentinel-8): Soll die Temperatur von Landmassen (Land and Surface Temperature Monitoring) überwachen. Dies soll Rückschlüsse auf die Verdunstung sowie Wassermanagement ermöglichen.
- CRISTAL (Sentinel-9): Ein Ku- und Ka-Band-Altimeter (Datenkontinuität zu Cryosat-2), das die Dicke der Eisschichten überwachen soll, die maßgeblich für das Klima und Meeresspiegelveränderungen sind. Der erste von zwei Satelliten soll frühestens 2027 starten.
- CHIME (Sentinel-10): Spektrometrie von Landoberflächen, soll dabei helfen, die Pflanzengesundheit und Erträge der Landwirtschaft vorherzusagen.
- CIMR (Sentinel-11): Mikrowellen-Radiometer (Copernicus Imaging Microwave Radiometer), soll die Schnee- und Eiskonzentration aus Land und auf Meeren sowie die Meerestemperatur durch Mikrowellenradar auf mehreren Frequenzen erfassen.
- ROSE-L (Sentinel-12): L-Band-SAR (Radar Observing System for Europe L-band SAR), soll unter anderem die Bedeckung und den Feuchtigkeitsgehalt von Böden messen.

### Ergänzende Missionen
Ergänzt werden die Sentinel-Daten, insbesondere in der frühen Phasen von Copernicus, durch beitragende Missionen der ESA, den Mitgliedsstaaten, EUMETSAT und anderen europäischen und internationalen Institutionen. Einige dieser Missionen stellen ihre Daten generell kostenfrei zur Verfügung; Datensätze anderer Missionen werden speziell für das Copernicus-Programm – primär für die Copernicus Kerndienste, FP7, bzw. Horizon2020-Forschungsprojekte und öffentliche Verwaltungen – hinzugekauft und von der ESA über das ESA Data Warehouse zur Verfügung gestellt:
- ERS: Der European Remote Sensing Satellite ERS-1 (1991–2000) war der erste Erdbeobachtungssatellit der ESA. ERS-2 wurde im Jahr 1995 gestartet und lieferte bis 2011 Daten über die Meerestemperatur, zur Bestimmung der Windrichtung und -geschwindigkeit sowie zur Messung der atmosphärischen Ozon-Verteilung.
- Envisat: Gestartet 2002, ist Envisat (Environmental Satellite) der größte Umweltsatellit, der bis dahin gebaut wurde. An Bord befinden sich Instrumente zur Erdbeobachtung, u. a. ASAR (Advanced Synthetic Aperture Radar) und MERIS (MEdium Resolution Imaging Specrometer). Die wichtigsten Aufgaben des Satelliten sind die Überwachung der Landfläche, des Ozeans, der Atmosphäre und der Eisschicht. ESA-Mitgliedsstaaten hatten einstimmig die Verlängerung der ENVISAT-Mission bis 2013 beschlossen, im April 2012 brach die Kommunikation mit dem Satelliten jedoch ab und konnte nicht mehr hergestellt werden.
- Das Programm Earth Explorers umfasst kleine Forschungsmissionen, die sich spezifischen Aspekten unserer Umwelt widmen. Diese Missionen betreffen die Atmosphäre, Biosphäre, Hydrosphäre, Cryosphäre und das Erdinnere mit dem Ziel, mehr über die Interaktionen zwischen diesen Bestandteilen und der Auswirkung der menschlichen Aktivitäten auf die natürlichen Erdprozesse zu lernen. Es gibt derzeit acht Missionen, die für die Implementierung ausgewählt worden sind.[16]
- Meteosat Second Generation (MSG): Die Meteosat-Satelliten der zweiten Generation werden vom europäischen Wettersatelliten-Betreiber EUMETSAT betrieben und in Zusammenarbeit mit der ESA entwickelt.
- MetOp ist Europas erster Wettersatellit mit erdnaher polarer Umlaufbahn und dient der operationellen Meteorologie. MetOp ist eine Serie von drei Wettersatelliten, die im Zeitraum von 14 Jahren in Folge gestartet werden, und zwar ab Oktober 2006. MetOp stellt Daten für die operationelle Meteorologie und die Klimabeobachtung zur Verfügung.
- SPOT (Satellites Pour l’Observation de la Terre) ist eine Reihe von Erderkundungssatelliten, die Bilder von der Erde mit hoher Auflösung liefern. SPOT-4 und SPOT-5 enthalten so genannte VEGETATION-Sensoren, die in der Lage sind, das Ökosystem auf dem Festland zu überwachen.
- TerraSAR: TerraSAR-X ist ein Satellit für die Fernerkundung der Erde mit Radar. Von TerraSAR-X erfasste Daten können in den folgenden Nutzungsbereichen angewandt werden: Hydrologie (Bodenfeuchte usw.), Meteorologie, Landwirtschaft, Wald- und Landnutzung sowie Umweltschutz. TerraSAR-X wurde am 15. Juni 2007 gestartet und hat im Januar 2008 seinen Betrieb aufgenommen.
- COSMO-Skymed/Pleiades: COSMO-SkyMed steht für „COnstellation of small Satellites for the Mediterranean basin Observation“ und ist ein System bestehend aus vier Erderkundungssatelliten, die ein bildgebendes Synthetic Aperture Radar (SAR) tragen. Zu den Anwendungen dieser Satelliten gehören u. a. die seismische Gefahrenanalyse, die Überwachung der Umweltkatastrophen und das landwirtschaftliche Mapping. PLEIADES ist ein Verbund bestehend aus zwei Satelliten, die Bilder von der Erde mit hoher Auflösung liefern.
- DMC: Disaster Monitoring Constellation (DMC) ist ein Verbund von sechs Erdbeobachtungssatelliten aus fünf Ländern, die Abbildungen für Krisen- und Katastrophenmanagement im Rahmen der Internationalen Charta für Weltraum und Naturkatastrophen liefern.
- TanDEM-X ist ein deutscher Radarsatellit, der gemeinsam mit dem Satelliten TerraSAR-X mittels SAR-Interferometrie die Erdoberfläche stereographisch vermessen soll. Der Start erfolgte am 21. Juni 2010.
- RapidEye besteht aus fünf Satelliten, die auf einer gemeinsamen sonnensynchronen Umlaufbahn in ungefähr gleichen Abständen zueinander die Erde in etwa 630 km Höhe umkreisen. Das Satellitensystem wurde seit 1996 von der Münchner Raumfahrtfirma Kayser-Threde basierend auf Ideen des DLR als Leitprojekt zur Kommerzialisierung der Raumfahrt und Teil des neuen Deutschen Raumfahrtprogramms entwickelt. Der gemeinsame Start aller Satelliten erfolgte am 29. August 2008.
- Der Satellit JASON-2 ist seit dem 20. Juni 2008 in der Erdumlaufbahn und stellt Daten für die Bestimmung der Ozeanoberflächentopographie sowie der Höhe von Meereswellen und -geschwindigkeit bereit.

## Weitere relevante Initiativen
Weitere Initiativen können zusätzlich die Entwicklung der Copernicus-Dienste erleichtern:
- INSPIRE: Die Infrastructure for Spatial Information in the European Community (INSPIRE) ist eine Initiative mit dem Ziel, eine europäische Geodateninfrastruktur über Staatsgrenzen hinaus zu schaffen.
- SEIS: Das Gemeinsame Umweltinformationssystem (Shared Environmental Information System) ist eine gemeinsame Initiative der Europäischen Kommission, der EU-Mitgliedstaaten und der Europäischen Umweltagentur (EUA) und soll ein integriertes und europaweites Umweltinformationssystem errichten.

Das Deutsche Zentrum für Luft- und Raumfahrt (DLR) hat im März 2017 die nationale, digitale Daten-Plattform CODE-DE („Copernicus Data and Exploitation Platform – Deutschland“) freigeschaltet und 2020 einen Relaunch durchgeführt. Alle hochpräzisen Satellitendaten des europäischen Erdbeobachtungsprogramms Copernicus über Veränderungen der Erdoberfläche, digitale Karten und weitere Geodaten können auf dieser Plattform abgerufen werden. Ferner sind die Daten mit den Mobilitäts-, Geo- und Wetterdaten aus dem Datenportal mCLOUD des Bundesministeriums für Verkehr und digitale Infrastruktur verknüpft.

### Copernicus-Dienste
- Landüberwachung (englisch)
- Überwachung der Meeresumwelt (englisch)
- Katastrophen- und Krisenmanagement (englisch)
- Überwachung der Atmosphäre (englisch)
- Überwachung des Klimawandels (englisch)
- Sicherheit (englisch)